# Borolia phaeochroa
Borolia phaeochroa là một loài bướm đêm trong họ Noctuidae.